# Лига мечты
«Лига мечты» (англ. United Passions) — французский фильм 2014 года режиссёра и сценариста Фредерика Обюртена. Мировая премьера фильма состоялась 18 мая 2014 года, в России — 3 июля.

## Сюжет
Действие фильма — период с 1902 по 2004 годы.
В 1904 году в Париже несколько энтузиастов из разных европейских стран решили совместно реализовать амбициозную мечту — создать футбольную организацию, которая объединила бы весь мир — ФИФА. В основе фильма лежит история, основанная на реальных событиях, о возникновении Кубка мира по футболу и трех одержимых людях, способствовавших его проведению.
Жюль Риме, Жоао Авеланж и действующий на момент съёмок президент ФИФА Йозеф Блаттер — три столь разных человека жили в разное время в разных странах.

## В ролях
| Актёр            | Роль          |
| ---------------- | ------------- |
| Тим Рот          | Йозеф Блаттер |
| Сэм Нилл         | Жоао Авеланж  |
| Томас Кречман    | Хорст Дасслер |
| Фишер Стивенс    | Карл Хиршман  |
| Жерар Депардьё   | Жюль Риме     |
| Джейсон Бэрри    | Эдгар Уилсон  |
| Джемайма Уэст    | Аннет Риме    |
| Мартин Джарвис   | Стэнли Роуз   |
| Энтони Хиггинс   | Лорд Киннейрд |
| Серж Хазанавичус | Робер Герен   |

## Оценки
Кассовые сборы «Лиги мечты» в мировом прокате составили около 200 тысяч долларов. Наибольший вклад в итоговую выручку сделал прокат фильма в России — 144 тысячи долларов. Убытки кинопроекта составили около 26,8 млн долларов. В США лента собрала всего 918 долларов, показав худший результат за всю историю кинопроката, и исчезла из кинотеатров после первого же уик-энда.
С точки зрения критиков, «Лига мечты» — один из худших фильмов всех времён: по состоянию на 2025 год он имел нулевой рейтинг на сайте Rotten Tomatoes и 1 балл из 100 на Metacritic, что означает полное отсутствие положительных рецензий, а средняя оценка пользователей Internet Movie Database составляла 2,1/10.

«Блаттер — действующий президент ФИФА, фильм заказан самой организацией — неудивительно, что почти сорок минут он тратит на восхваление заслуг неспящего и голодающего ради развития игры во всем мире, скромного, умного и со всех сторон положительного швейцарца, вдруг обзаведшегося обаянием большого артиста Рота. Не будем язвить и поминать недавние скандалы с коррупцией в ФИФА, просто скажем, что „Лига мечты“ представляет собой худший вид пропаганды, подменяя всеобщую страсть к футболу навязчивой мыслью о том, что и ей мы обязаны только ФИФА»
— Денис Рузаев. Лига мечты // Time Out. — 18 марта 2014.